# برنهارد شلينك
برنهارد شلينك (بالألمانية: Bernhard Schlink)‏ (و. 1944 – م) هو قانوني، وقاضي، وكاتب، وروائي، وكاتب سيناريو، وأستاذ جامعي، وشاعر قانوني من ألمانيا . ولد في بيليفيلد .
وهو عضو في الحزب الديمقراطي الاجتماعي الألماني .
وهو عضو في German PEN Center .

## أعمال بارزة
من أهم أعماله:
- القارئ.

## مناصب وهيئات
أدار جامعة غوته في فرانكفورت، وجامعة بون، وجامعة هومبولت في برلين.

## جوائز
حصل على جوائز منها:
- جائزة بارك كيونغ-ني[7]
- وسام الجدارة من الدرجة الأولى صنف الاستحقاق من جمهورية ألمانيا الاتحادية (2004)
- جائزة هانس فالادا (1998).

## روابط خارجية
- برنهارد شلينك على موقع IMDb (الإنجليزية)
- برنهارد شلينك على موقع مونزينجر (الألمانية)
- برنهارد شلينك على موقع ألو سيني (الفرنسية)
- برنهارد شلينك على موقع ميوزك برينز (الإنجليزية)
- برنهارد شلينك على موقع أول موفي (الإنجليزية)
- برنهارد شلينك على موقع قاعدة بيانات الأفلام السويدية (السويدية)
- برنهارد شلينك على موقع ديسكوغز (الإنجليزية)
- برنهارد شلينك على موقع قاعدة بيانات الفيلم (الإنجليزية)
- برنهارد شلينك على موقع كينوبويسك (الروسية)